# Ctiborův dub
Ctiborův dub byl 500 let starý dub zimní (Quercus petraea) nacházející se pod zříceninou Stříleckého hradu v Chřibech. Nesl jméno patrně po  Ctiboru z Cimburka, vnuku Bernarda, zakladatele nedalekého hradu nového Cimburka u Koryčan. Ctibor vlastnil panství cimburské a střílecké do roku 1358.
Strom byl na počátku 40. let 20. století poškozen chlapci z nedalekých Střílek, když se pokusili z dutiny vykouřit sovy, a strom zapálili. Stopy po požáru jsou dodnes patrné.
Strom měl v roce 1980 průměr 2 metry, obvod 9 metrů, poté existoval jen jako torzo, asi třetina kmene s jednou živou větví. V roce 2009 dub definitivně odumřel. V roce 2020 padly i zbytky jeho mrtvého korpusu.